# Чрни Поток при Великих Лашчах
Чрни Поток при Великих Лашчах (словен. Črni Potok pri Velikih Laščah) је насељено место у општини Рибница, регија Југоисточна Словенија, Словенија.

## Историја
До територијалне реорганизације у Словенији био је у саставу старе општине Рибница.

## Становништво
У попису становништва из 2011. године, Чрни Поток при Великих Лашчах је имао 25 становника.
| Број становника према пописима | Број становника према пописима | Број становника према пописима |
| ------------------------------ | ------------------------------ | ------------------------------ |
| 1991                           | 2002                           | 2011                           |
| 31                             | 29                             | 25                             |

Напомена: До 1953. исказивано под именом Чрни Поток.